# فارمینگتون (میزوری)
فارمینگتون (به انگلیسی: Farmington) شهری در شهرستان سنت فرانسوا ایالت میزوری است که جمعیت آن در سرشماری سال ۲۰۱۰ میلادی ۱۶٫۲۴ نفر بوده است.